# 연산터널
연산터널(蓮山터널)은 부산광역시 수영구 망미동에서 연제구 연산동을 연결하는 고분로의 일부이며 쌍굴식으로 지어진 터널이다.

## 구조
- 편도 2차선의 아치형 쌍굴형식(길이: 상행205m, 상행192m)

## 길이
연산터널의 길이는 상행선 205m, 하행선 192m이다. 폭은 8.6m, 높이는 6.508m이고 편도 2차선의 아치형 쌍굴로 구성되어 있다. 총 공사비는 269억 원 정도 소요되었다.

## 건립
부산광역시 연제구의 과정로와 연산 교차로 일대의 교통 체증, 특히 출퇴근 시간의 심각한 교통 혼잡을 해결하기 위해 건립되었다.

## 완공
연산터널은 2001년 12월 착공하여 2004년 3월에 완공되었다.

## 현황
연산터널은 2종 시설물로 등록되어 있으며, 부산광역시건설안전시험사업소에서 관리하고 있다. 부산광역시 수영구 망미동에서 연제구 연산동을 연결하는 고분로에 있는 터널로, 원륜 교차로에서 연산터널을 통과하면 연산 교차로로 연결된다. 수영동에서 연암교를 연결하는 과정로의 교통 수요를 분담한다.
연산터널의 개통은 연산동과 수영, 해운대 지역 주민들의 교통 편의를 제공할 것으로 기대하였으나, 주변 도로망의 미비로 교통난을 가중시켰다. 이에 연산터널 입구에서 연산 교차로를 잇는 접속 도로를 기존 2차로에서 3차로로 넓히고, 반도보라아파트 앞에서 연산 교차로 쪽으로 좌회전을 금지시키고, 우회 도로의 이용 등으로 교통 여건이 좋아지고 있다. 2010년 6시에서 20시까지의 교통량은 7만 3875대로 장지터널, 백양터널과 함께 통행량이 가장 많은 터널 중 하나이다. 2011년 6시에서 20시까지의 교통량은 7만 2672대로 2010년에 비해 1,203대(1.6%)가 감소하였다.

## 경유 도로
- 과정로
- 연산 교차로
- 원륜 교차로